# Acronicta vulpina
Acronicta vulpina är en fjärilsart som beskrevs av Augustus Radcliffe Grote 1883. Acronicta vulpina ingår i släktet Acronicta och familjen nattflyn. Inga underarter finns listade i Catalogue of Life.